# Luci Yehudi

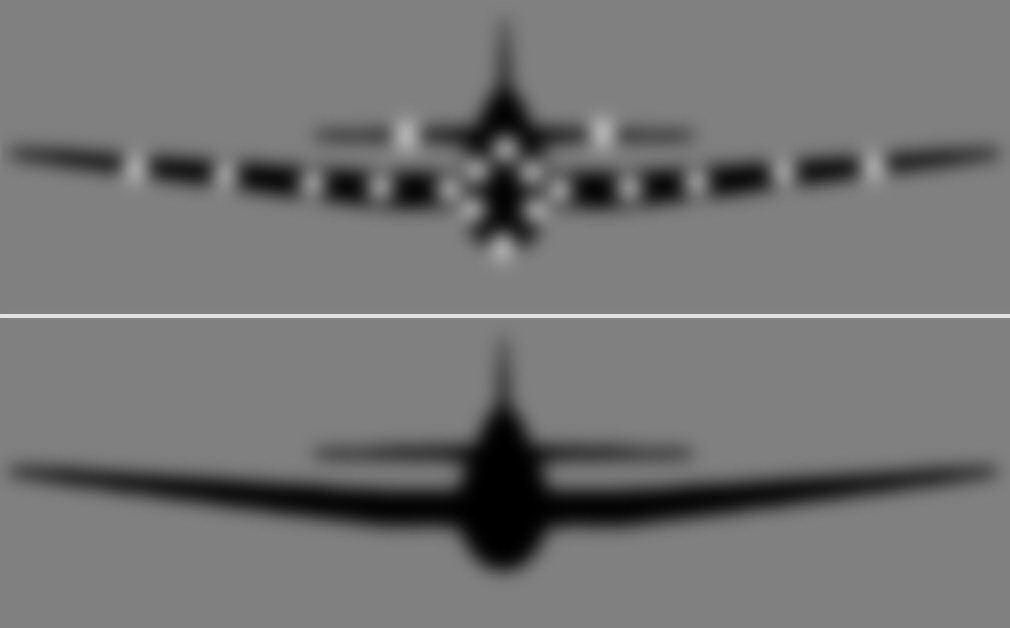
Le luci Yehudi sul Grumman TBM Avenger innalzavano la luminosità media dell'aereo da quella di una forma scura a una uguale a quella del cielo.

Le luci Yehudi sono state un progetto di camuffamento attraverso controilluminazione, consistente in una serie di lampade disposta sulla sagoma di un aereo in modo da confonderne il profilo agli occhi di osservatori posti a terra o su navi. Il progetto fu iniziato con alcuni studi condotti dalla Royal Canadian Navy durante la seconda guerra mondiale, poi rilanciati nel 1943 dagli statunitensi con sperimentazioni sul Grumman TBF Avenger e sul Consolidated B-24 Liberator, nonché su una bomba planante della US Navy. Altre sperimentazioni furono portate avanti dalla Royal Navy inglese su navi e aerei.
L'origine del nome potrebbe derivare dall'espressione gergale degli anni trenta del ventesimo secolo Who's Yehoodi? ("Chi è Yehoodi?") coniata da Jerry Colonna, spalla del comico Bob Hope, in una trasmissione radiofonica, come riempitivo delle pause, diventata sinonimo di "persona misteriosamente assente", anche se, di norma, a fini di sicurezza, i nomi dei progetti segreti venivano scelti in modo che non avessero attinenze coi loro contenuti.

## La sperimentazione iniziale

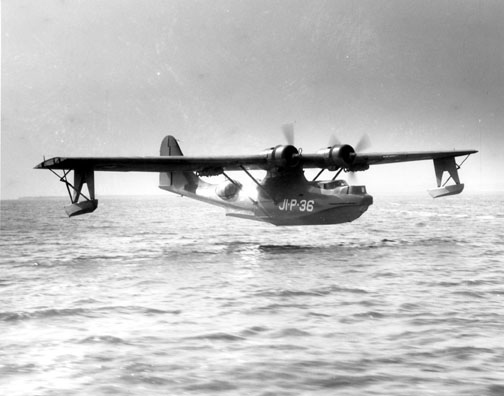
Un aereo da pattugliamento marittimo Catalina, dipinto di bianco per minimizzare la visibilità contro il cielo, che si staglia, tuttavia, in modo ancora evidente. Le luci Yehudi forniscono una migliore corrispondenza tra l'illuminazione dello sfondo e quella del mezzo attraverso la generazione di luce opportunamente diffusa.

All'inizio della seconda guerra mondiale furono condotti vari studi sulla colorazione dei velivoli da pattugliamento marittimo e da attacco, per capire quali fossero i colori che meglio li mimetizzassero agli occhi di un osservatore posto sulla superficie del mare (tipicamente, su un sommergibile). Questo fu affrontato come un problema di ricerca operativa. Questi studi presero spunto da esperimenti condotti dalla Royal Canadian Navy su alcune navi dotate di una serie di piattaforme esterne alla sagoma della nave, contenenti dei proiettori che fornivano un'illuminazione diffusa sulla fiancata; l'intensità di questa illuminazione era regolata in base alla quantità di luce esterna; su una nave, però, questo equipaggiamento era molto esposto agli agenti atmosferici e di difficile gestione per l'ingombro, sebbene da esperimenti compiuti a partire dal 22 gennaio 1941 sulla corvetta della classe Flower HMCS Cobalt fosse in grado di ridurre la visibilità della nave del 50%, con un picco del 75%  nei casi migliori; anche la Royal Navy fece delle sperimentazioni su un'altra corvetta con il primo equipaggiamento canadese a partire dal marzo 1941 e poi con la nave supporto HMS Largs, mentre i canadesi proseguirono con altri dispositivi sulla HMCS Kamloops; nuovi dispositivi furono poi provati sulle corvette HMCS Edmundston e HMCS Rimouski nel 1943, approfittando di lavori di raddobbo dal gennaio al luglio; la corvetta dalla HCMS Rimouski tese un agguato all'U-Boot U-556, che doveva contattare alcuni simpatizzanti canadesi nella Baie des Chaleurs: dopo averlo rilevato sul radar, la nave riuscì ad avvicinarsi a meno di 3000 m dal sommergibile pur tenendo le luci di navigazione, sembrando un'inoffensiva nave costiera; i tedeschi furono messi sull'avviso da luci di segnalazione errate sulla costa e il Kapitänleutnant Schauenburg diede l'ordine di immersione; dopo questo fallito attacco l'esperimento ebbe quindi termine. Successivamente fu fatta un'ulteriore considerazione, sul fatto che l'assenza di luminosità di una data porzione del cielo, soprattutto se associata ai contorni della sagoma di un aereo, diventava molto più evidente rispetto a una luminosità diffusa dalla stessa porzione di cielo che si confondesse con la luce di una notte di luna .

## Sugli aerei

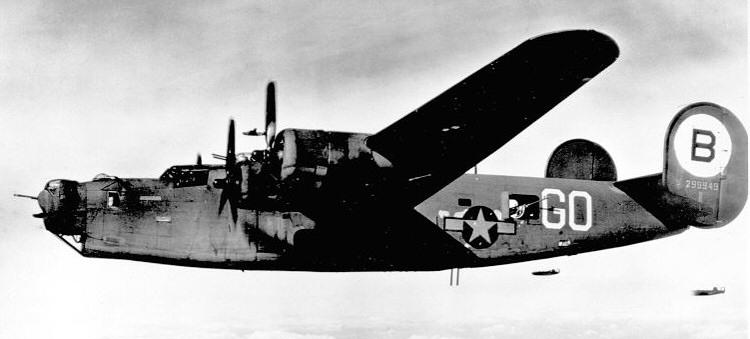
Le luci Yehudi furono sperimentate anche sul B-24 Liberators dal 1943 in poi

Su queste basi alcuni aerei furono ridipinti di bianco a scopo sperimentale e dotati di luci distribuite esclusivamente sul profilo frontale presumendo che l'unico profilo interessante ai fini della schermatura fosse quello visibile dalla direzione di attacco. Gli aerei oggetto di questa sperimentazione furono dapprima gli idrovolanti da pattugliamento a lungo raggio Short Sunderland, che davano la caccia agli U-Boot, e gli analoghi velivoli PBY Catalina; successivamente furono modificati in questo senso i pattugliatori basati a terra Consolidated B-24 Liberator e gli aerei basati su portaerei Grumman TBD Avenger, oltre che una bomba planante sperimentale.

## Risultati
Il progetto fu vagliato anche dagli inglesi, che però conclusero che il consumo di elettricità era proibitivo per un uso diurno in relazione ai generatori installati a bordo dei velivoli; le lampade sul frontale e sul bordo di attacco delle ali non erano un problema aerodinamicamente, ma proiettori fuori sagoma disturbavano l'aerodinamica in modo inaccettabile.
Nonostante i sommergibili tedeschi fossero dotati di radar primitivi dal 1942, i primi esemplari realmente efficaci furono dispiegati solo dal marzo 1944; le loro emissioni (come quelle di qualunque radar) erano captate a distanze molto maggiori di quelle massime di rilevamento degli apparati, attirando gli aerei Alleati, per cui i comandanti iniziarono a tenerli spenti. Di conseguenza si affidarono a rilevamenti oculari, che però con i binocoli ad 8 ingrandimenti disponibili all'epoca offrivano un'apertura visuale di soli 5°; questo limitava molto la capacità di rilevamento visto che in ogni momento in torretta si trovavano tre vedette, e di conseguenza dovevano dividersi la visuale complessiva per 120° ognuno, e quindi un aereo, normalmente rilevabile a 12 km, che potesse avvicinarsi senza essere visto a meno di 3 km aveva alte possibilità di colpire il bersaglio.
La capacità di avvicinarsi ad un bersaglio senza rendersi visibili fu resa obsoleta dall'avanzamento delle tecnologie del radar dopo la fine della guerra; tuttavia ulteriori esperimenti furono tentati durante la guerra del Vietnam quando un F-4 Phantom II fu attrezzato con controilluminazione nell'operazione Compass Ghost e dopo il 1990 quando un F-15 Eagle fu dotato di strisce fluorescenti, migliorandone la mimetizzazione. L'interesse verso le luci Yehudi fu rinnovato dall'avvento delle tecnologie stealth: in un esperimento dell'Università del Kansas, un drone di due metri fu pitturato con una vernice elettroluminescente che lo rendeva virtualmente invisibile a 1.000 piedi di quota una volta attivata l'elettroluminescenza.